# ذهبي الأوراق
ذهبي الأوراق أو ذهبية الأوراق أو كريزو فيلم (الاسم العلمي: Chrysophyllum)، جنس أشجار من فصيلة السبوتية وصفت كجنس من قبل كارولوس لينيوس في عام 1753.